# Waleria Prochownik
Waleria Prochownik (ur. w 1943 r. w Sporyszu) – żywiecka gawędziarka i pisarka ludowa (prozatorka i poetka). Tworzy zarówno utwory gwarowe, jak i pisane językiem literackim. W 2015 r. została laureatką Nagrody im. Oskara Kolberga.

## Życiorys
Urodziła się 11.11.1943r. Ukończyła 7 klas szkoły podstawowej. Przez 30 lat, wraz z mężem, prowadziła gospodarstwo rolne. Wychowała czwórkę dzieci.

## Twórczość
Waleria Prochownik odkryła swoją pasję już jako dziecko (pisała np. podczas wypasu owiec). Wówczas postanowiła, że w przyszłości będzie prezentować swoje utwory na scenie. Jej młodość naznaczyły jednak trudne historie rodzinne, które sprawiły, że porzuciła pisanie na blisko 20 lat. Zaczęła ponownie od wierszy (w wieku 37 lat). W 1980 roku została przyjęta w poczet członków Grupy Literackiej „Gronie” w Żywcu, działającej przy Towarzystwie Miłośników Ziemi Żywieckiej. Pisała o sprawach dla niej bliskich i przyziemnych – o sianokosach, żniwach czy polnej drodze. Przez rok tworzyła w ukryciu.
Jej pierwszy wiersz opublikowano w tygodniku Zielony Sztandar. Kolejne utwory prezentowała przede wszystkim w Grupie Literackiej „Gronie”. Jako gawędziarka zadebiutowała dopiero w wieku 42 lat.
Twórczość literacka Walerii Prochownik bardzo mocno związana jest z kulturą, religią i pięknem Beskidu Żywieckiego, choć nie opiera się na opisach przyrody. Pisarkę interesują przede wszystkim ludzkie charaktery, zwłaszcza te pozytywnie oceniane. Czasami pretekstem czy inspiracją do pisania są dla niej zdarzenia krótkie i z pozoru błahe (np. stłuczony kieliszek do wina, wątpliwej jakości czasopismo). Innym razem twórczość stanowi rodzaj oczyszczenia. Często, zwłaszcza w swoich gawędach, podejmuje też temat zbójnictwa, próbując zrozumieć losy dawnych harnasi.
Współpracuje ze Stowarzyszeniem Społeczno-Kulturalnym „Grojcowianie” w Wieprzu, który wystawia napisane przez nią widowiska sceniczne („Boże Narodzenie w Beskidach”, „Mojka – dziod”, „Kolędnicy”, „Ej byli chłopcy, byli”). Jest współautorką scenariusza  i tłumaczenia dialogów na gwarę do filmu "Smutny i radosny XX wiek Jonka spot Grojca".

### Publikacje indywidualne
Rajski ogród (Lublin 1994) - wydany w serii "Biblioteka Dziedzictwo" Stowarzyszenia Twórców Ludowych
Boże Narodzenie w Beskidach (Żywiec 2009) - wydane przez Towarzystwo Miłośników Ziemi Żywieckiej
Wcielenia. O kobietach prawie wszystko (Żywiec 2010)
Moje życie, moje myśli, wydane przez Drukarnię WIG (Żywiec 2015)

### Publikacje zbiorowe

#### W wydawnictwie Grupy Literackiej "Gronie" im. E. Zegadłowicza
A drzewa schylają korony. Wybór wierszy religijnych (Żywiec 1992)
Przytulone do serca. Wybór wierszy (Żywiec 1996)
Nasza droga 1957 - 1998. Wybór wierszy (Żywiec 1998)
Uśmiech kwiatów. Wybór wierszy (Żywiec 2002)
Antologia poezji (Żywiec 2008)

#### W Towarzystwie Miłośników Ziemi Żywieckiej oddział Kraków
Przyjdźże Jezu do żywieckich górali (Kraków 1993)

#### W ogólnopolskich antologiach poezji i prozy ludowej
Wieś tworząca (Lublin 1990) 
Pobożnych diabeł kusił. Antologia Nadnaturalnej Prozy Ludowej (Lublin 1998)
Na skibie czarnej serce swoje złoże (Lublin 2009)
Piszę wiersze matczyną mową sękatą bólem (Lublin 2010)
Droga przez życie (Żywiec 2017) - czasopismo "Gronie" nr 17, s. 299-302
Moje niebo kwitnie chłopskim wierszem (Lublin 2024) - antologia poezji i prozy z najlepszymi tekstami 53. Ogólnopolskiego Konkursu Literackiego im. Jana Pocka z 2024 roku

## Odznaczenia i nagrody
Laureatka licznych nagród nie tylko w konkursach o zasięgu lokalnym (m.in. Nagroda Starosty Żywieckiego w 2000 i 2005 roku), ale też ponadregionalnym i ogólnopolskim, m.in.: Nagrody im. Oskara Kolberga (w kategorii Pisarstwo ludowe, 2015), Nagrody im. Władysława Orkana (2010), corocznych konkursów gawędziarskich „Sabałowe Bajania” w Bukowinie Tatrzańskiej, "Posiady Gawędziarskie" w Przybędzy czy konkursu literackiego im. Jana Pocka (trzykrotnie). 
W 2024 roku otrzymała Stypendium dla Twórców Ludowych nadawane przez Narodowy Instytut Kultury i Dziedzictwa Wsi. 
W 1998 roku w nagrodę za pracę "Tradycje i zwyczaje okresu Wielkopostnego na Żywiecczyźnie" uczestniczyła w wycieczce do Rzymu z okazji 20-lecia Pontyfikatu Jana Pawła II (organizatorem było Wydawnictwo Duszpasterstwa Rolników).
Swój pierwszy dyplom w konkursie ogólnopolskim otrzymała 25.08.1984 roku.

### Otrzymane odznaczenia
Medal Pamiątkowy Miasta Żywca (1987)
Medal Pamiątkowy Towarzystwa Miłośników Ziemi Żywieckiej (1990)
Zasłużony Działacz Kultury (1994)
Nagroda Polskiego Radia (1995)
Wpis do Złotej Księgi Miasta Żywca (2008)